# Естфолд
Естфолд (норв. Østfold) је округ у југоисточном делу Норвешке. Управно седиште округа је град Сарпсборг, а највећи је град Фредерикстад. Значајни су и градови Мос и Халден.
Површина округа Естфолд је 4.182,19 km², на којој живи око 280 хиљада становника.
Слоган округа гласи; "Срце Скандинавије".
Грб Естфолда представља природу и идеју да сунце даје живот. Средњи зрак на грбу означава топлоту а два зрака са стране представљају светлост.

## Положај и границе округа
Округ Естфолд се налази у крајње југоисточним делу Норвешке и граничи се са:
- север: округ Акерсхус,
- исток: Шведска,
- исток: Шведска,
- запад: Северно море (Залив Осло),

## Природни услови
Естфолд је приморски округ, који има планинско и шумовито залеђе на истоку. Приобаље на западу је у виду више мањих долина и омањих низија, а дуж обале се налази низ мањих острва.
Округ излази на Северно море, на његов део Скагерак. Обала је разуђена, са много мањих острва и полуострва. У округу се налази ушће реке Гломе, најдуже у Норвешкој. У округу постоји и низ малих језера.

## Становништво
По подацима из 2010. године на подручју округа Естфолд живи близу 280 хиљада становника, већином етничких Норвежана.
Округ последњих деценија бележи значајно повећање становништва. У последњих 3 деценије увећање је било за приближно 15%.
Густина насељености - Округ има густину насељености од преко 65 ст./km², што је 5 пута више од државног просека (12,5 ст./km²). Западни, приобални део округа је много боље насељен него планински на истоку.

## Подела на општине
Округ Естфолд је подељен на 18 општина (kommuner).